# میکیکو آندو
میکیکو آندو (انگلیسی: Mikiko Ando؛ زادهٔ ۳۰ سپتامبر ۱۹۹۲) وزنه‌بردار اهل ژاپن است.
وی در مسابقات کشوری و بین‌المللی در مجموع برندهٔ ۱ مدال برنز شده‌است.